# 佐那河内村立高樋小学校
佐那河内村立高樋小学校（さなごうちそんりつ たかついしょうがっこう）は、徳島県名東郡佐那河内村下字高樋にあった公立小学校。

児童数の減少などの理由で1969年3月31日をもって閉校し、同年4月1日に佐那河内村立佐那河内小学校に統合された。現在、跡地には、農村公園と佐那河内村保健センターが建っている。。

## 基礎データ
全校生徒数
- 約？人

全卒業生数　
- ？人

最寄バス停
- 徳島バス高樋バス停

## 沿革
- 1881年（明治14年） - 創立。
- 1957年（昭和32年） - 給食が始まる。
- 1969年（昭和44年）
  - 3月31日 - 児童数の減少により廃校。
  - 4月1日 - 佐那河内小学校に統合された[1]。

## 関連学校
- 佐那河内村立宮前小学校（1969年（昭和44年）廃校）
- 佐那河内村立嵯峨小学校（1969年（昭和44年）廃校）
- 佐那河内村立佐那河内小学校
- 佐那河内村立佐那河内中学校